# Panaque nigrolineatus
Panaque nigrolineatus és una espècie de peix de la família dels loricàrids i de l'ordre dels siluriformes que es troba a Sud-amèrica: riu Orinoco i afluents del riu Amazones.
Els mascles poden assolir els 43 cm de llargària total.